# Berdasfora
Berdasfora (em armênio: Բերդաց փոր; romaniz.: Berdac’p’or, lit. "Garganta de Berdique"), segundo a Geografia de Ananias de Siracena (século VII), foi um gavar (cantão) da província de Taique, na Armênia. Ao lado de Bolca e Partizasfora, formava o principado de Chaque, que entre o fim do século VI e começo do VII pertenceu ao Império Bizantino e foi incorporado na província da Armênia Profunda. Com 990 quilômetros quadrados, estava centrado no castelo de Berdique. Em 591, o imperador Maurício recebeu vastas porções da Armênia sassânida em compensação da ajuda militar prestada ao xainxá Cosroes II (r. 590–628). Todos os distrito que compunham Taique foram incluídos na província recém-fundada da Armênia Profunda.